# 薩夫蘭西克
48°9′14″N 29°51′9″E / 48.15389°N 29.85250°E
薩夫蘭斯凱（烏克蘭語：Савранське）是位於烏克蘭西南部的村莊，由敖德萨州波季利斯克区的皮什恰納市鎮負責管轄。該村處於薩夫蘭河畔，始建於1792年，面積1.76平方公里，海拔高度124米，2001年人口316。